# Маршлинс (замок)
Маршлинс (нем. Marschlins) — средневековый замок, расположенный на равнине примерно в одном километре к северо-востоку от центра поселения Игис в муниципалитете Ландкварт в кантоне Граубюнден, Швейцария. Признан Памятником национального и культурного наследия Швейцарии. По своему типу относится к замкам на воде.

## Название
Название крепости происходит от принятого в этом регионе названия болотистой местности — Marschanines.

## История

### Средние века
Первые упоминание об укреплениях в данной местности относятся к 1225 году. Фортификационное сооружение было возведено по распоряжению местного епископа для контроля над данным участком долины. При этом не исключается, что укреплённый пост здесь мог существовать и ранее.
В документах, датированных 12 мая 1324 года, Маршлинс впервые упоминается как полноценная крепость под названием Сastrum Marzhenins. В то время кастеляном замка был рыцарь по имени Якоб фон Мармельс. Он неожиданно умер здесь во время службы в церкви.

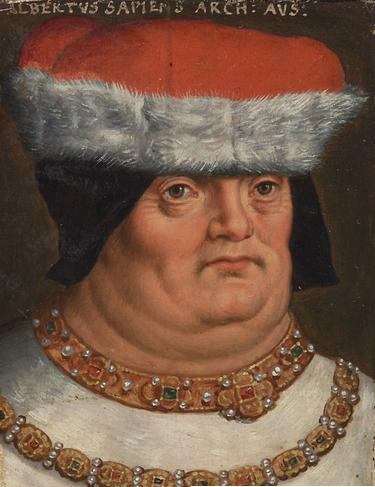
Герцог Альбрехт II

В 1336 году епископ Ульрих фон Кур и граф Ульрих фон Монфор начали спор о праве собственности на замок. В итоге был достигнут компромисс и до решения арбитражного суда Маршлинс перешёл под контроль Хуго Тумб фон Нойбруга. В итоге тяжбу выиграл епископ. В 1337 году он, будучи союзником Австрийского герцогства, заключил договор о совместной обороне замка с герцогом Альбрехтом II.
3 октября 1354 года герцог Альбрехт II официально передал Маршлинс в качестве феодального владения своему вассалу графу Фридриху Тоггенбургскому. За это граф обещал поддержать герцога в его так называемой Регенсбургской вражде против Цюриха и Швейцарской Конфедерации.
В 1436 году род фон Тоггенбург угас. В итоге Маршлинс перешёл к семье Монфор Амман. Позже комплекс унаследовала семья фон Брандис. В 1442 году представители этого рода заложили крепость Генриху фон Зигбергу. Однако в итоге Маршлинс остался во владении герцогов Австрии как епископская вотчина. После пожара 1460 года семьи фон Брандис и фон Зигберг начали тяжбу о стоимости реконструкции и о том, кто обязан нести расходы. Депутаты Трёх лиг решили, что род фон Зигберг должен вернуть замок роду фон Брандис и получить компенсацию в размере 2340 гульденов. При этом обе стороны обязали поровну разделить затраты на ремонт. В реальности никто не хотел тратить средства на восстановление крепости. В итоге комплекс оказался почти заброшенным.
В 1462 году эрцгерцог Австрии Сигизмунд решил напрямую продать Маршлинс своему вассалу Ульриху фон Брандису, проигнорировав тем самым прежние права епископа. По условиям продажи новый владелец должен был «отстроить замок наилучшим образом» и держать его в любое время готовым к приёму отряда австрийских воинов.

### Эпоха Ренессанса

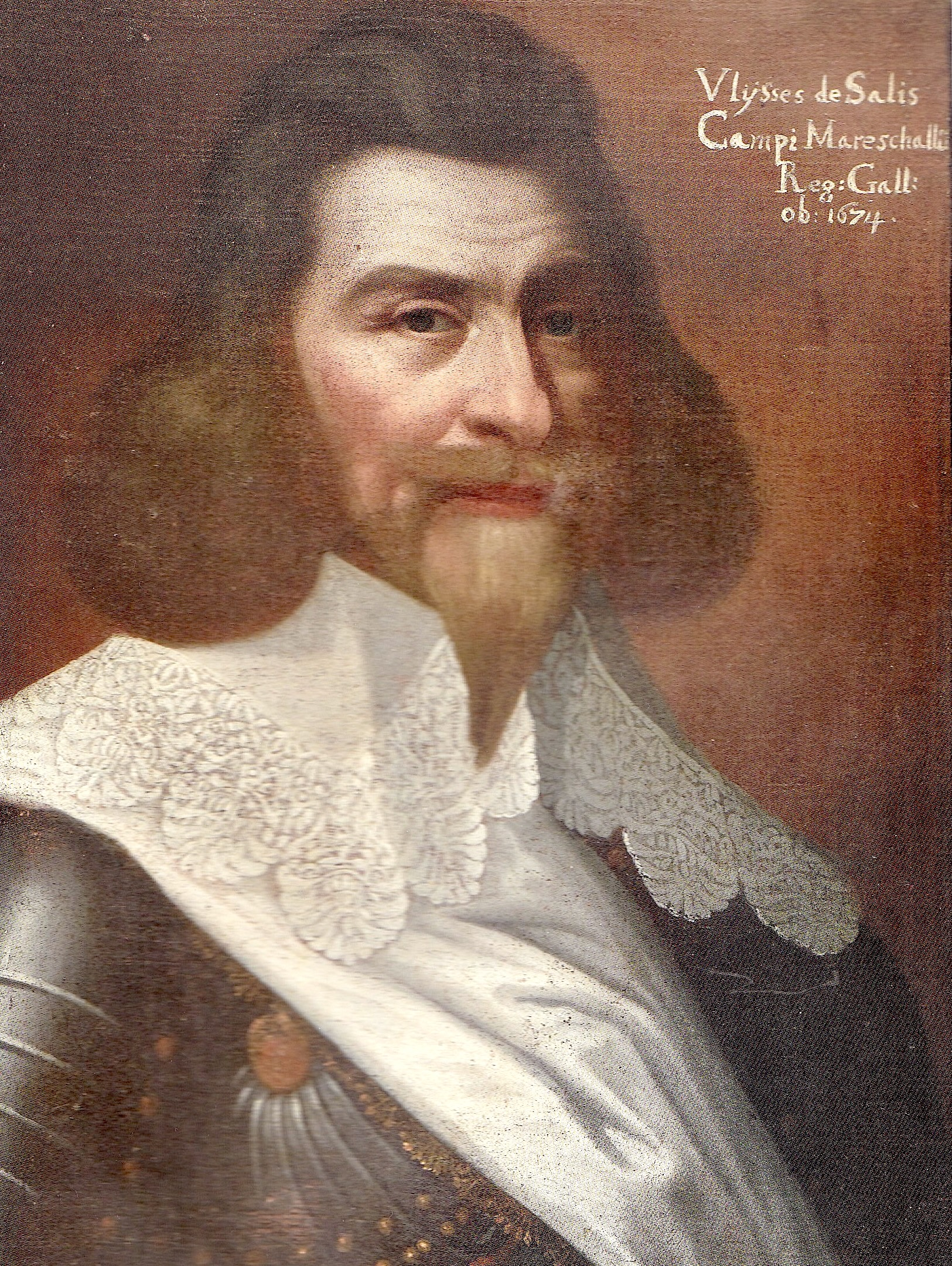
Салис, Уллис фон

В начале XVI века вспыхнула Швабская война. Поскольку Иоганн фон Брандис не хотел или не мог оплатить свою долю военных расходов на этот конфликт, он пообещал около 1509 года отдать Маршлинс Ульриху Гельдину за скромную сумму. Последовал ещё ряд соглашений и переуступок, прежде чем в 1518 году замок был выкуплен вдовой Лутца Гугельберга за 800 гульденов.
К началу XVII века замок пребывал в упадке и постепенно ветшал. Спасением от разрушения стала новая продажа коплекса около 1635 года. Маршлинс приобрёл Улисс фон Салис. Этот человек разбогател на французской военной службе и дослужился до звания Лагерный маршал. Он вложил внушительные средства в реконструкцию Маршлинса. С той поры прежняя крепость изменила назначение и превратилась в роскошную дворцово-замковую резиденцию. Маршлинс стал родовой вотчиной рода фон Салис. Местная ветвь стала именовать себя фон Салис-Маршлинс.

### XVIII век

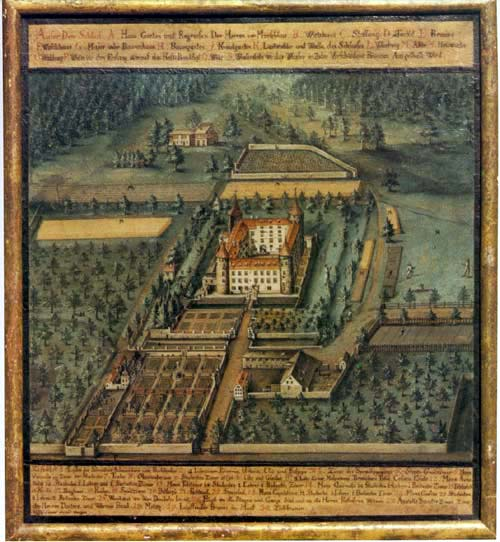
Замок на рисунке 1776 года

В 1717 году именно в прилегающих к замку полях были выращены первые в кантоне Граубюнден картофель и кукуруза. После этого бывшая крепость стала постепенно превращаться административный центр, нацеленный на получение прибыли от сельского хозяйства.
С 1771 года в замке в течение шести лет размещалась штаб-квартира протестантского учебного заведения Philanthropinum Schloss Marschlins. Его ранее основали в замке Хальденштайн Мартин фон Планта и Йоханн Петер Неземанн. Позже они экспериментировали с выращиванием табака, тутовых деревьев и шелкопряда.
О Маршлинсе как о крепости вспомнили в эпоху Революционных войн. С марта 1799 до конца 1800 года в замке и прилегающем имении размещались около 10 тысяч солдат и 3000 лошадей.

### XX век
Последние штрихи во внешний облик замка внёс Ойген Пробст, основатель Швейцарской ассоциации замков. По его инициативе Маршлинс был капитально отремонтирован и отреставрирован в 1905 году. При этом юго-восточная башня стала на один этаж выше.
В 1929 году линия фон Салис-Маршлинс пресеклась. Последним владельцем замка из известного дворянского рода Граубюнден был кантональный судья и профессор Людвиг Рудольф фон Салис-Майенфельд. После его смерти в 1934 году его дети продали замок Гадиенту Энги фон Кур, который сделал карьеру как изобретатель в химической промышленности Базеля. Его наследники в 2020 году выставили замок, включая сельскохозяйственную ферму. По сообщениям прессы, новым владельцем замка по состоянию на август 2021 года является Рудольф Лихтенштейнский, племянник принца Ганса-Адама II Лихтенштейнского.
В настоящее время Маршлинс остаётся в частной собственности. Свободное посещение замка невозможно.

## Описание замка

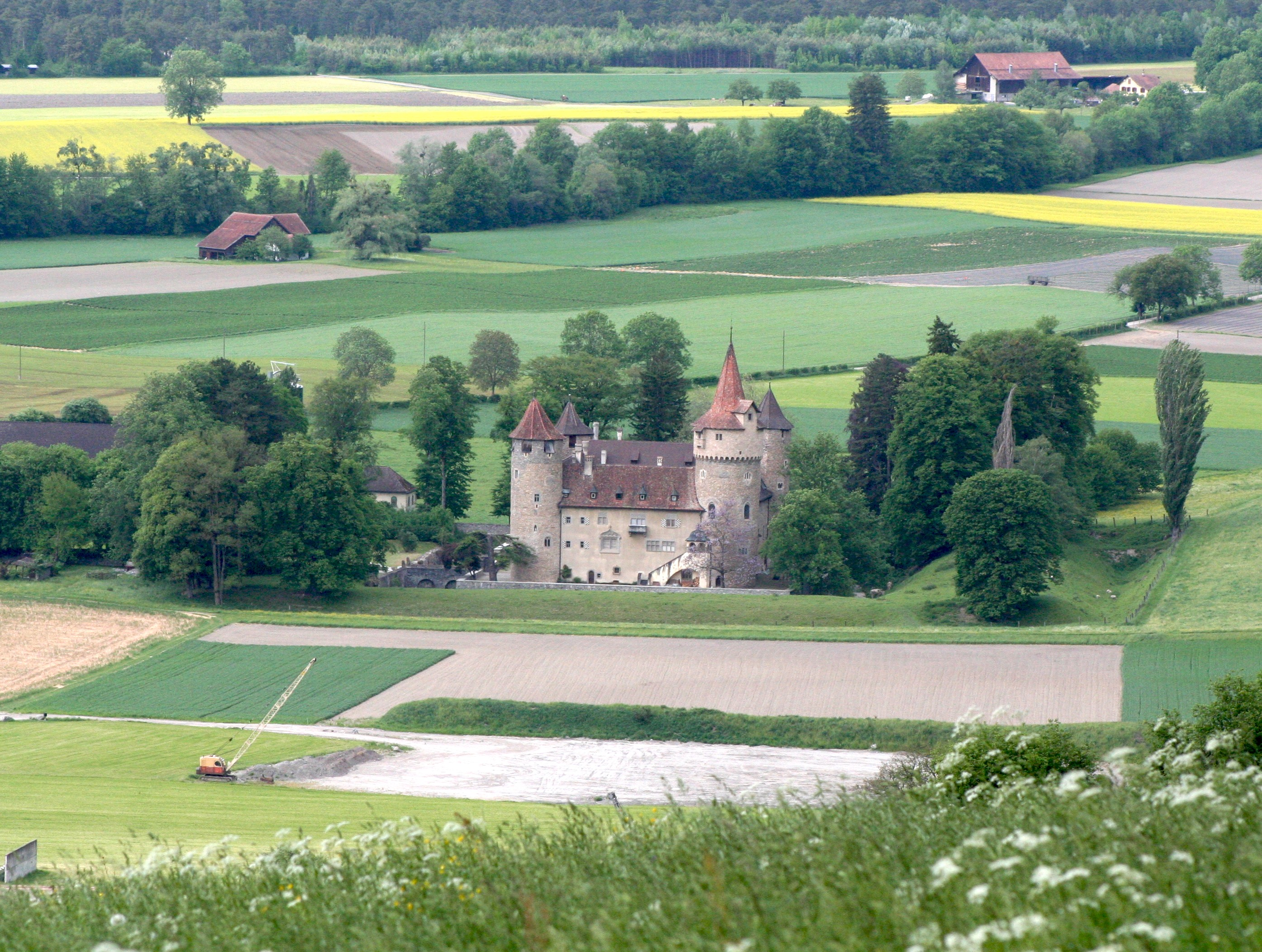
Замок с южной стороны

### Внешний вид
Основная часть крепости образует прямоугольник размером примерно 34 на 39 метров. Вокруг комплекса в прежние времена были выкопаны рвы, которые впоследствии оказались засыпаны. В настоящее время можно увидеть их остатки в западной части. Рвы, вероятно, заполнляись водой по специально проделанным каналам из источников на склоне холма, расположенного к востоку от замка. Эта система была демонтирована в XVI веке.
Структура замка соответствует савойскому типу: прямоугольник с высокими стенами с круглыми угловыми башнями, из которых три более слабые (диаметром около левяти метров) и одной более высокой и крупной (диаметром около 11 метров), выполняющей функцию донжона. Связи с Савойским домом прослеживаются через епископа Ульриха фон Кибурга († 1237), чей брат граф Хартман IV был женат на Маргарите Савойской. Конические крыши башен появились только в XVII веке.
Единственный вход внутрь был предусмотрен с западной стороны. Через ров имелся подъёмный мост. В XVII веке его заменили стационарной каменной переправой. Здания внутри стен образуют замкнутый двор. В его центре ранее существовала цистерна для хранения воды глубиной  17 метров. Следы самых ранних сооружений можно найти только в каменной кладке фундаментов.
После сильного пожара 1460 года замок был полностью перестроен по приказу Ульриха фон Брандиса. В ходе реконструкции от прежнего сооружения практически ничего не осталось. 
После 1635 года Улисс фон Салис снова серьёзно перестроил замок. Внутренние хозяйственные постройки снесли, а восточное, западное и северное крылья были превращены в более комфортабельные жилые сооружения. Аналогично поступили и с угловыми башнями, которые из утилитарных фортификационных сооружений стали использоваться для проживания. После этого масштабных реконструкций не производилось и Маршлинс с XVII века остаётся практически в неизменном виде. 
В 1771 году на месте южной стены появилось ещё одно крыло.

### Интерьеры

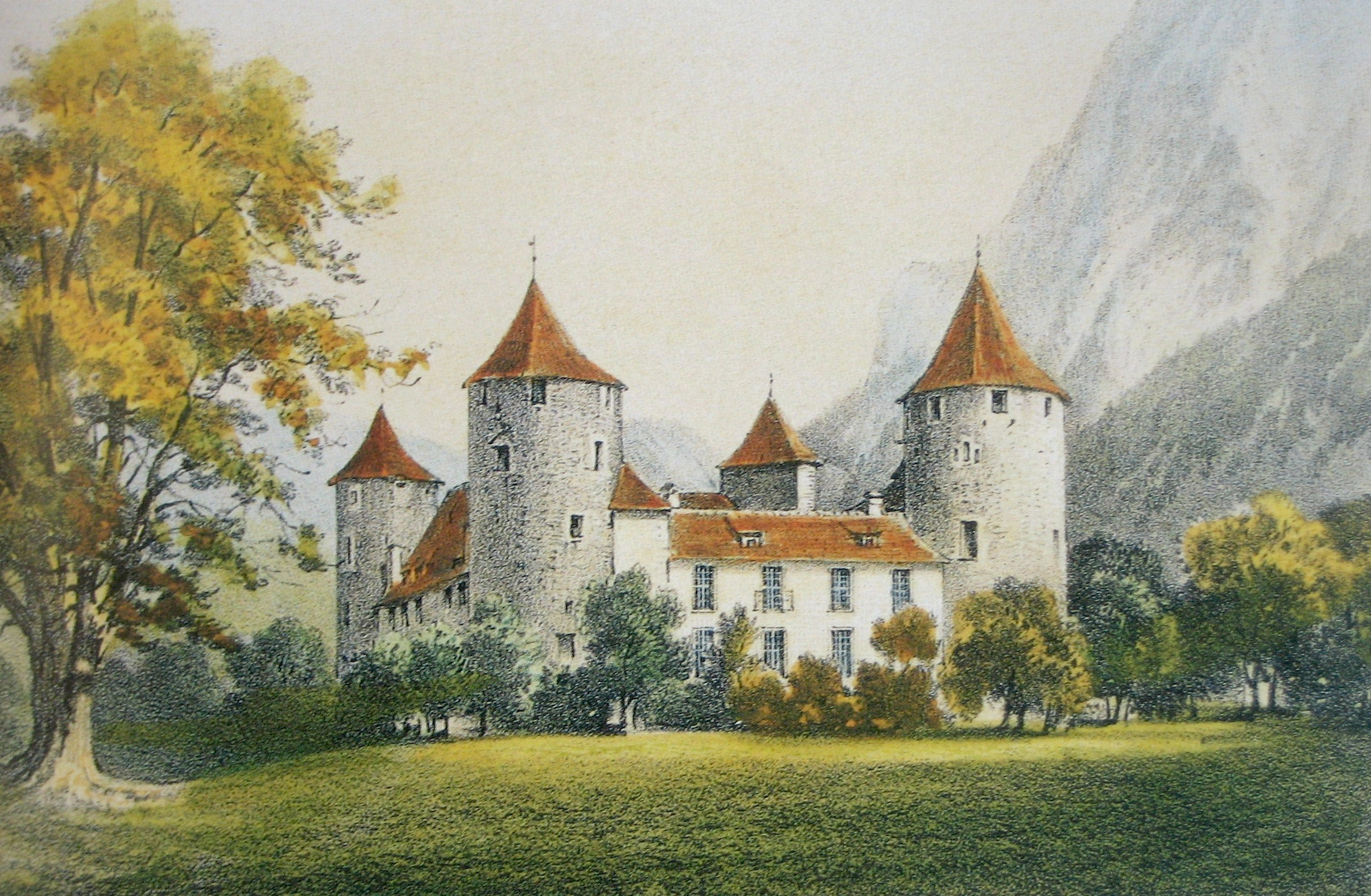
Замок на рисунке 1870 года

Внутри замка сохранилось несколько богато обставленных помещений. В частности, можно упомянуть гостиные Marschallstübli или Salis-Stübli на втором этаже. Их создавали около 1638 года по распоряжению Уиллиса фон Салиса. Внутри множество панелей с изящной резной обшивкой с инкрустациями (Интарсия). Причём использовались сразу несколько пород дерева. Впечатляет также тонкая резьба в деревянных конструкциях потолка. Привлекают внимание печь, созданная в 1638 году в мастерской Пфау в Винтертуре (основана Людвигом Пфау I), отделка кабинета с портретом Генриха Хирцеля-Иоланды фон Салис, а также родовой герб.
Созданный в 1638 году «Рыцарский зал» удивляет тщательно проработанной инкрустацией из массива сосны. Здесь же можно увидеть изящный подвесной потолок, прекрасно исполненный герб рода фон Салис, а также печь мастерской Штекборна, изготовленная в первой половине XVIII века.

## Интересные факты
- В замке Маршлинс провела своё детство известная феминистка Мета фон Салис-Маршлинс.

## Галерея

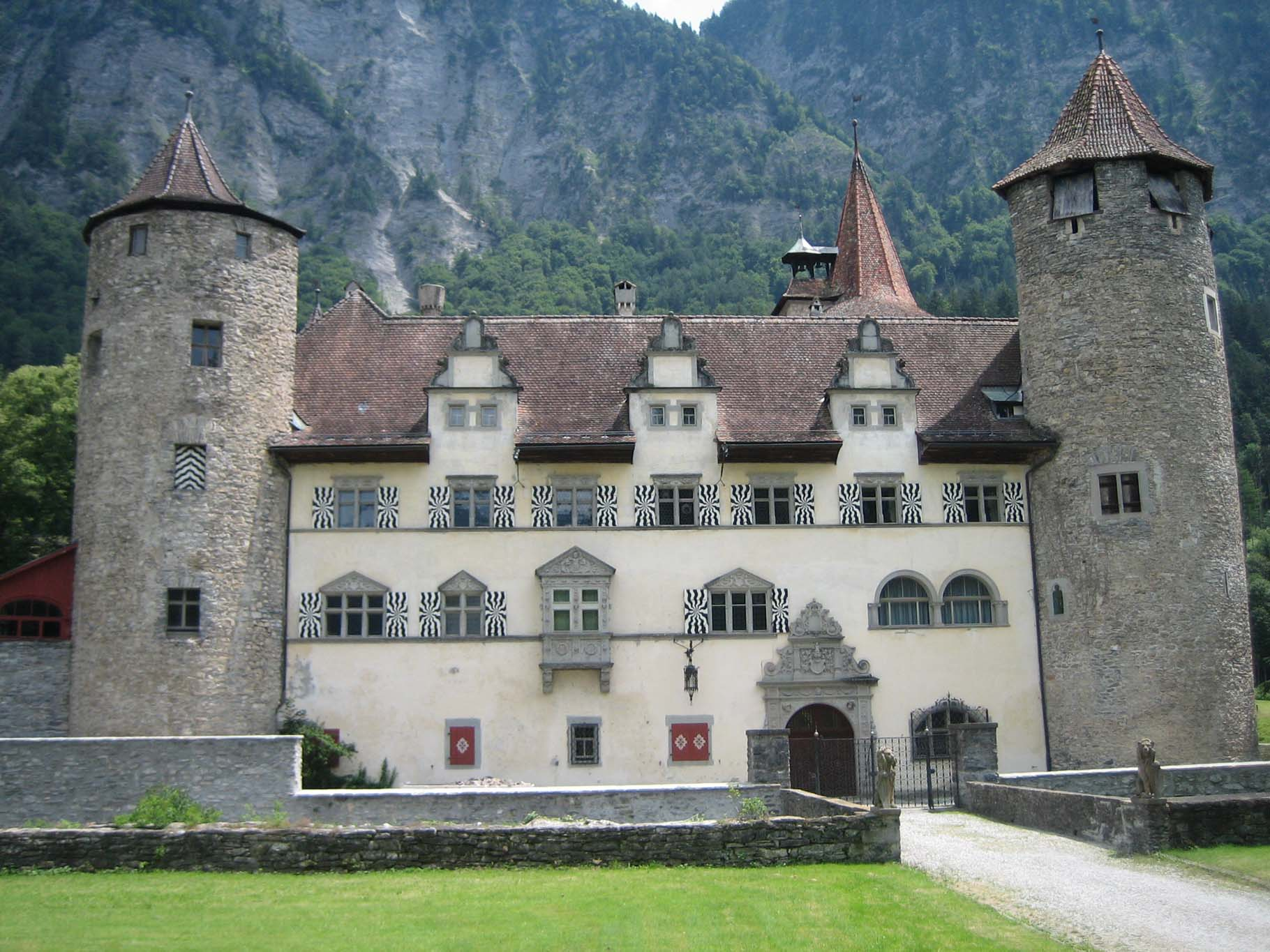
Вид замка с западной стороны
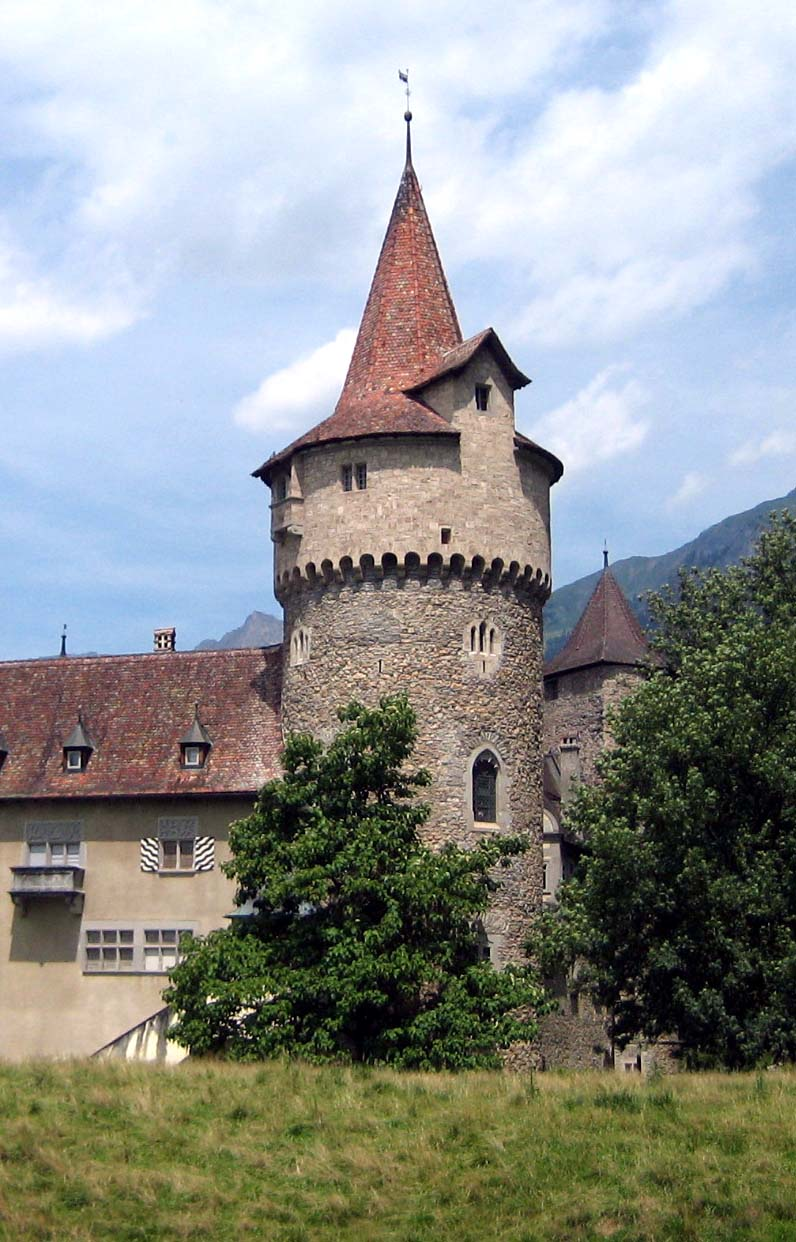
Главная башня замка
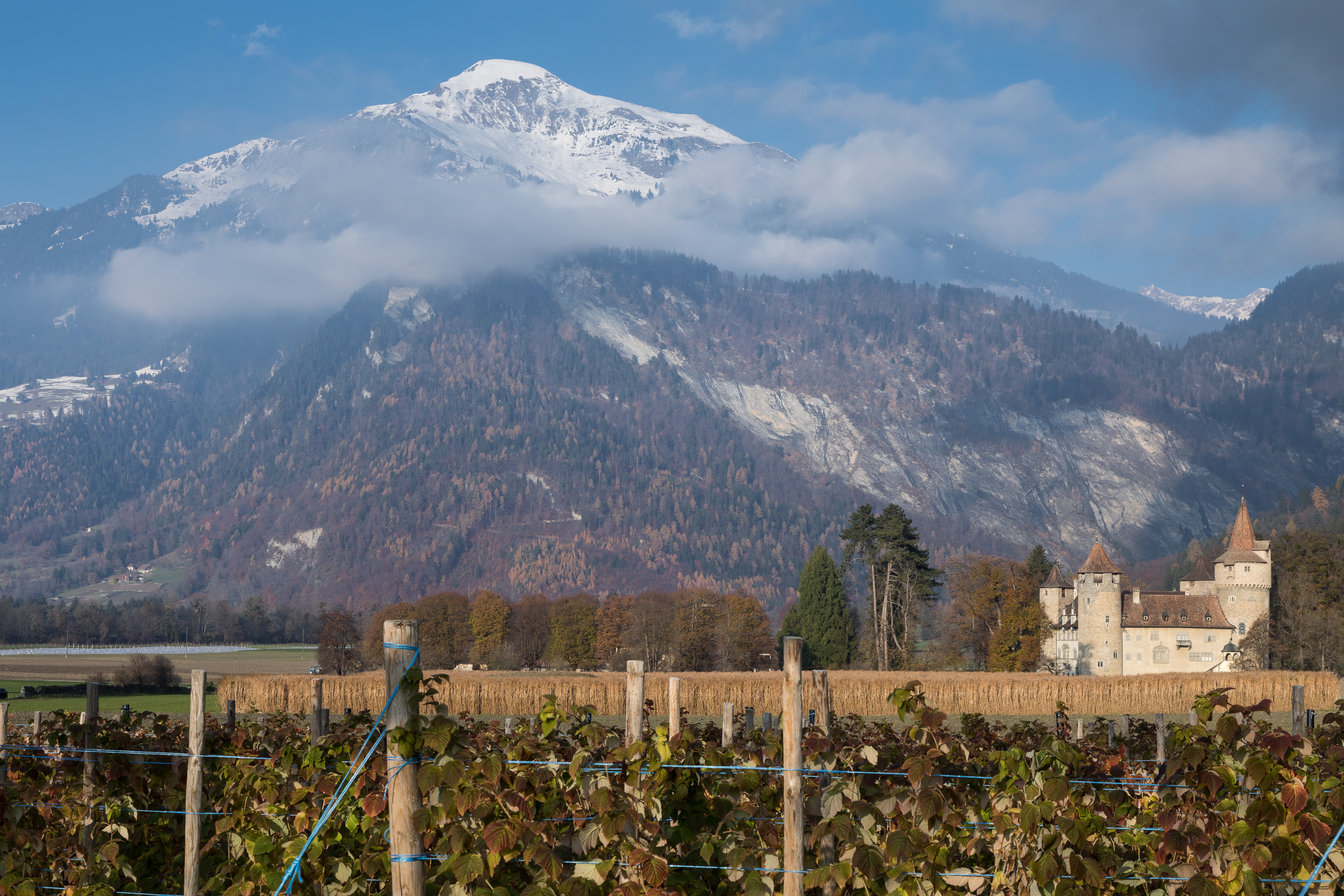
Замок на фоне Альпийских гор
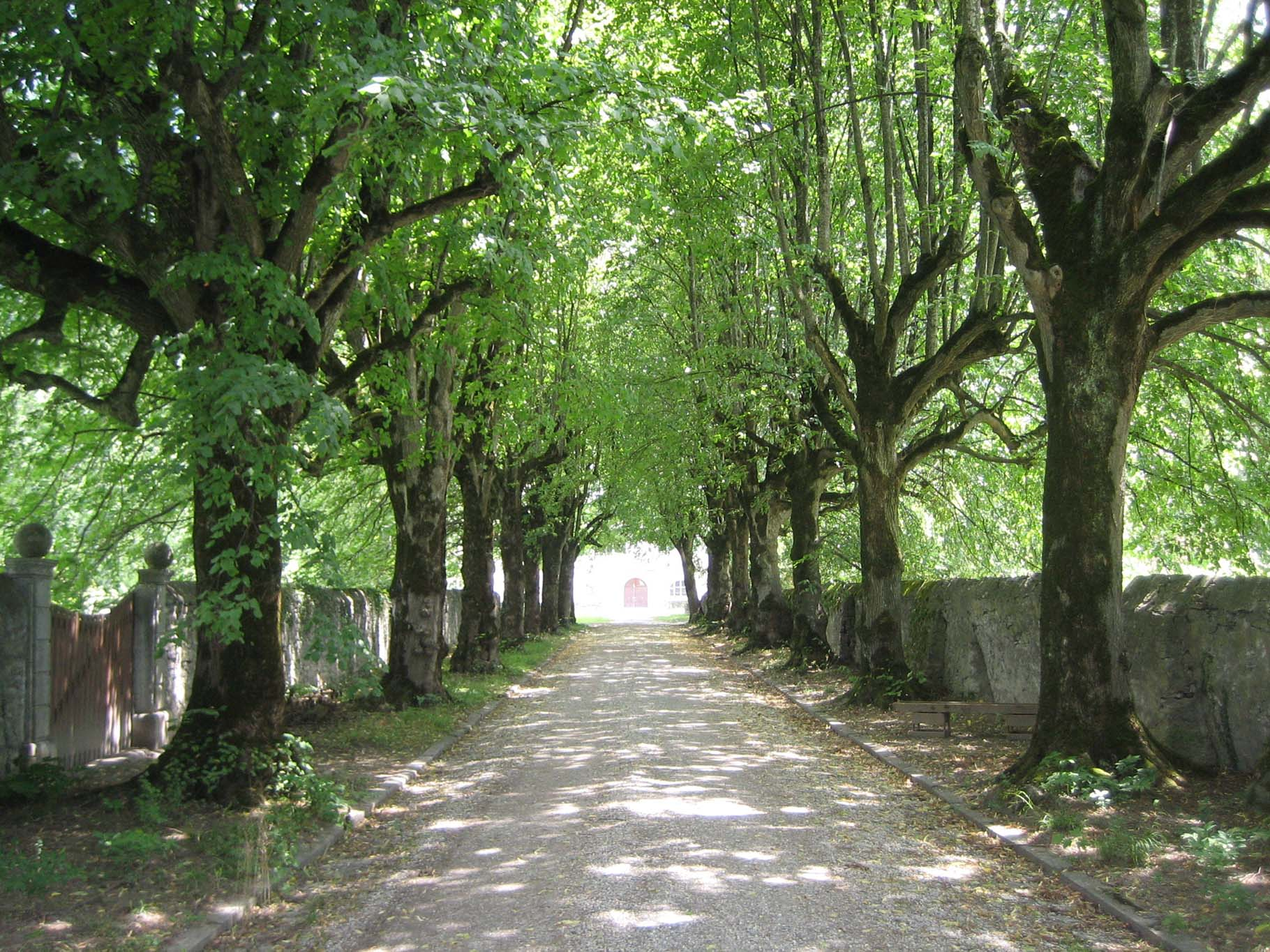
Аллея, ведущая к замку
Замок с высоты птичьего полёта на фотографии 1947 года